# Trupanea marginalis
Trupanea marginalis är en tvåvingeart som beskrevs av Hardy 1980. Trupanea marginalis ingår i släktet Trupanea och familjen borrflugor. Inga underarter finns listade i Catalogue of Life.